# Curtis Fuller
Curtis Fuller (Detroit, 1934. december 15. – ?, 2021. május 8.) amerikai dzsessz harsonás. A The Jazz Messengers harsonása volt. Számos klasszikus dzsesszfelvétel őrzi játékát.

## Pályafutása
Detroitban született. Apja Jamaicából került az Egyesült Államokba, a Ford autógyárban dolgozott, de még fia születése előtt meghalt tuberkulózisban. Édesanyja pedig kilenc éves korában halt meg, így a gyerek több évet egy jezsuiták által vezetett árvaházban élt.
A dzsesszhez való vonzódása akkor alakult ki, amikor egy apáca elvitte az Illinois Jacquet és zenekara előadására.
Fuller egy iskolába járt Paul Chambersszel, Donald Byrddel, Tommy Flanagannel, Thad Jonesszal és Milt Jacksonnal. Ott tizenhat éves korától a harsona mellett hegedülni is megpróbált.
1953-ban belépett a hadseregbe, és részt vett a koreai háborúban. 1955-ig szolgált, egy zenekarban játszott a Cannonball és az Adderley testvérekkel.
Miután visszatért a katonai szolgálatból, csatlakozott Yusef Lateef kvintettéhez. A kvintett 1957-ben New Yorkba költözött.
A Blue Note Records 1950-es évek végén hallotta Fullert Miles Davisszel. A következő évtizedben sok albumok dolgozott, melyeken Bud Powell, Jimmy Smith, Wayne Shorter, Lee Morgan és Joe Henderson (egykori szobatársa a Wayne State Universityn) is muzsikált.
Fuller egészen 1965-ig az Art Blakey's Jazz Messengers maradt. Az 1960-as évek végén Dizzy Gillespie zenekarának tagja volt, ahol akkor Foster Elliott is szerepelt.
Fuller 1980-ban feleségül vette Catherine Rose Driscollt, aki 2010-ben tüdőrákban halt meg. Emlékére rögzítette The Story of Cathy & Me (2011) című albumát.
Fuller 1999-ben a Berklee College of Musictól tiszteletbeli doktorátust kapott. Nyolc évvel ezután a NEA a dzsessz mestere címmel tüntette ki. Amellett éveken át a New York State Summer School of the Arts (NYSSSA) School of Jazz Studies oktatója volt.
Fuller 2021. május 8-án halt meg 88 évesen.

## Albumok
- 1957: New Trombone
- 1957: Curtis Fuller with Red Garland
- 1957: Curtis Fuller and Hampton Hawes with French Horns
- 1957: The Opener
- 1957: Bone & Bari
- 1957: Jazz ...It's Magic!
- 1957: Curtis Fuller Volume 3
- 1958: Two Bones
- 1959: Sliding Easy
- 1959: Blues-ette
- 1959: The Curtis Fuller Jazztet
- 1959: Imagination
- 1960: Images of Curtis Fuller
- 1960: Boss of the Soul-Stream Trombone
- 1961: The Magnificent Trombone of Curtis Fuller
- 1961: South American Cookin'
- 1961: Soul Trombone
- 1962: Cabin in the Sky
- 1971: Crankin'
- 1972: Smokin'
- 1978: Four on the Outside
- 1978: Fire and Filigree
- 1979: Giant Bones '80
- 1980: Giant Bones at Nice
- 1982: Curtis Fuller Meets Roma Jazz Trio
- 1993: Blues-ette Part II
- 2003: Up Jumped Spring
- 2003: Keep It Simple
- 2010: I Will Tell Her
- 2011: The Story of Cathy and Me
- 2012: Down Home